# 密西西比杀人事件
《密西西比杀人事件》是一款由动视公司制作和发行的侦探冒险游戏。游戏以全名《密西西比杀人事件 Charles Foxworth先生的冒险》在Commodore 64、Commodore 128和Apple II发行，后由TOSE移植至FC游戏机和MSX2，以《密西西比杀人事件》作为名称。本游戏于1986年10月31日在日本地区FC游戏机发行。
故事发生在从圣路易至新奥尔良的三角洲公主号上邮轮。侦探查尔斯和华生在偶然之中陷入了一个杀人事件。他们必须在此解决案件。